# Роберт ван Керкговен
Роберт ван Керкговен (нід. Robert Van Kerckhoven, нар. 1 жовтня 1924, Моленбек-Сен-Жан — 18 червня 2017) — бельгійський футболіст, що грав на позиції півзахисника за клуб «Дарінг» (Брюссель), а також національну збірну Бельгії.

## Клубна кар'єра
У футболі дебютував 1949 року виступами за команду «Дарінг» (Брюссель), кольори якої і захищав протягом усієї своєї кар'єри гравця, що тривала п'ятнадцять років. 

## Виступи за збірну
1951 року дебютував в офіційних матчах у складі національної збірної Бельгії. Протягом кар'єри у національній команді провів у її формі 9 матчів, забивши 1 гол.
Був присутній в заявці збірної на чемпіонаті світу 1954 року у Швейцарії, але на поле не виходив.